# ویتوریا فبی
ویتوریا فبی (ایتالیایی: Vittoria Febbi؛ زادهٔ ۱۳ فوریهٔ ۱۹۳۹) بازیگر، صداپیشه و مدیر دوبلاژ اهل ایتالیا است.
از جمله فیلم‌های او می‌توان به انتقام دزدان دریایی، دخترک سرباز در مانورهای بزرگ نظامی، دخترک سرباز در دیدار نظامی و دو تپانچه مگنوم ۳۸ برای شهری از اشرار اشاره نمود.

## زندگی شخصی
فبی با انیو نوبیلی ازدواج کرده است. آنها با هم دو فرزند دارند، از جمله فدریکو نوبیلی.